# Dodge Venom

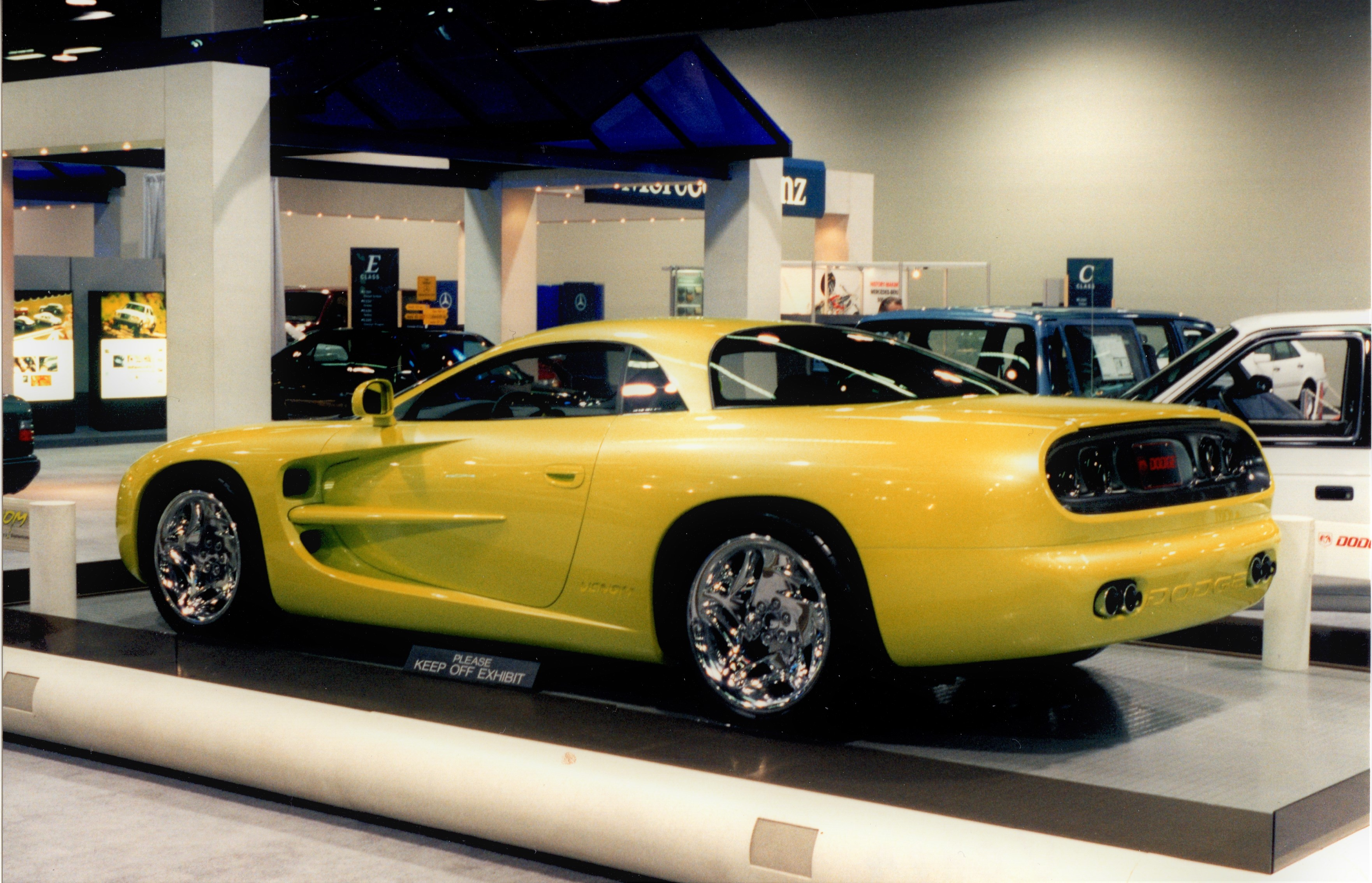
Heckansicht

Der Dodge Venom (engl. Gift) war ein Konzeptfahrzeug der US-amerikanischen Automobilmarke Dodge, das 1994 auf der Chicago Auto Show vorgestellt wurde. Er war als moderne Interpretation klassischer Muscle-Cars gedacht. Er war eines von vielen Showcars, die die Chrysler Corporation in den 1990er Jahren präsentierte.

## Übersicht
Der zweisitzige Venom basierte auf der Plattform des kurz vorher eingeführten Dodge Neon, war aber im Gegensatz zu ihm als Sportcoupé entworfen. Das Design sollte eher an die Dodge Viper als an den Neon erinnern. Wie der 1993 vorgestellte Dodge Intrepid wurde auch der Venom nach dem Cab-Forward-Design gestaltet, indem die Frontscheibe weit nach vorne versetzt und der Radstand vergrößert wurde. Eine Serienproduktion des Venom war nicht geplant.

## Technik
Der Venom nutzte den 3,5 l V6-Motor aus dem Dodge Intrepid, der hier 248 PS (182 kW) leistete und ein maximales Drehmoment von 300 Nm bei 2800/min abgab. Das war deutlich mehr als die 150 PS, die der Dodge Neon mit seiner stärksten Motorisierung (2,0-l-Vierzylinder) zu dieser Zeit leistete, auf dem der Venom basierte. Dadurch sollte das Sportcoupé in 5,2 Sekunden von 0 auf 60 mph (97 km/h) beschleunigen. Die Kraft wurde über ein 6-Gang-Schaltgetriebe auf die Hinterräder übertragen (der Neon hatte dagegen Frontantrieb).
Der Motor mit gusseisernem Motorblock hatte Teile aus kohlenstofffaserverstärktem Kunststoff und Kevlar-Aramidfaser. Die Radaufhängung bestand aus Doppelquerlenkern vorn und hinten. An den Vorderrädern waren 19-Zoll große Chrom-Felgen montiert, hinten hatte der Venom größere 20-Zoll-Felgen.